# Joe Zaso
Joe Zaso, właśc. Joseph Zaso (ur. 20 listopada 1970 w Queens w Nowym Jorku) – amerykański filmowiec sycylijsko-włoskiego i rosyjskiego pochodzenia, głównie aktor i producent filmowy, a także kulturysta i model. Okazjonalnie zajmuje się m.in. reżyserią. W 1986 założył własną spółkę produkcyjną o nazwie Cinema Image Productions, od tego momentu produkuje filmy grozy, w których występuje. Jest gwiazdką filmów klasy „B”, od 1990 gra w niskobudżetowych filmach sci-fi i horrorach.

## Filmografia
- It’s Only a Movie! (1990)
- Smok: historia Bruce’a Lee (1993)
- Wszystkie moje dzieci (1993) jako Pine Valley Resident
- Five Dead on the Crimson Canvas (1996)
- Guilty Pleasures (1997)
- Creaturealm: From the Dead (1998)
- Evil Streets (1998) jako Jerry Szamota
- Alien Agenda: Endangered Species (1998)
- Rage of the Werewolf (1999)
- Addicted to Murder 3: Blood Lust (2000)
- Date with a Vampire (2001)
- Demonium (2001) jako Viktor Plushnikov
- Nikos (2003) jako Frank Heller
- The Adventures of Young Van Helsing: The Quest for the Lost Scepter (2004) jako Abraham Van Helsing
- And Then They Were Dead... (2004)
- Red Midnight (2005)
- Demon Resurrection (2005)
- Angel’s Blade (2006)
- Barricade (2007) jako Michael
- Darkness Surrounds Roberta (2007)
- Timo Rose’s Beast (2008)
- Virus X (2010)
- BearCity (2010)
- Perry St (2010) – film krótkometrażowy
- Braincell (2010)
- Revenge of the Egg (2011) – film krótkometrażowy
- CAFE HIMBO (2011-2012) – serial internetowy
- Supernaturalz (2012)
- Animal Attraction (2012) – Short film
- Can You Survive a Horror Movie? (2012) – TV
- Wilk z Wall Street (2013)
- Jack Attack (2013) – serial internetowy
- The Normal Heart (2014)
- Tales of Poe (2014)
- Mauvaises Tetes (2015) – serial internetowy
- Hotel Bleu (2016)